# Strawność paszy
Strawność - różnica między ilością składnika pokarmowego pobranego w paszy a ilością składnika pokarmowego wydalonego w kale
{\displaystyle P-W=S}
P-pobrane
W-wydalone
S-strawione
Wyrażone w jednostkach masy np. kg.

## Oznaczanie strawności
a) Analiza weendeńska - surowe składniki pokarmowe w paszy
b) Zwierzęta wykorzystują jedynie te składniki, które ulegają strawieniu i wchłonięciu w przewodzie pokarmowym

## Współczynnik strawności
a) Określa jaka ilość składnika pokarmowego pobranego w paszy zostaje wykorzystana (strawiona) przez zwierzę np. 75% białka ogólnego. 
b) WS oznaczamy dla suchej masy i składników organicznych
Współczynnik strawności - stosunek ilości składników strawionych do składników pobranych
{\displaystyle WS\%=S/P}
Współczynniki strawności mieszczą się w zakresie od 0 do 100%

## Czynniki wpływające na pobranie paszy

### Paszy
- skład (zawartość składników pokarmowych np. włókna) i forma
- skład botaniczny
- termin zbioru
- struktura (np. granulowanie)

### Zwierzęcia
- gatunek
- wiek
- masa ciała
- stan fizjologiczny
- kierunek użytkowania
- apetyt

## Metody oznaczania strawności pasz
- in vitro (współczynnik strawności badany laboratoryjnie)
  - metody z zastosowaniem płynu żwacza
  - metody enzymatyczne
  - metody chemiczno-enzymatyczne
  - metody chemiczne i fizyczne
- in vivo (badania za zwierzętach)
  - bilansowa prosta i złożona
  - wskaźnikowa
  - in sacco

## Czynniki wpływające na strawność
- Zależne od zwierzęcia (wewnętrzne)
  - budowa przewodu pokarmowego (mono-gastryczne, przeżuwacze)
  - rasa (szlachetne, prymitywne)
  - wiek (młode, bezzębne)
  - stan zdrowia
  - stan fizjologiczny (ciąża, laktacja, ruja)
  - rodzaj wykonywanej pracy
- Zależne od paszy (zewnętrzne)
  - skład chemiczny (włókno, tłuszcz- ograniczają)
  - dodatki (witaminy, enzymy)
  - ilość i regularność zadawania paszy
  - smak
  - zapach
  - przygotowanie do skarmiania
  - zbilansowanie dawki pokarmowej
  - dostępność wody

## Strawność

### Pozorna
{\displaystyle WS=(P-W)/P}

### Rzeczywista
{\displaystyle WS=(P-(W-E))/P}
P-ilość pobranego składnika
W-ilość składnika wydalonego
E-ilość składnika wydalonego przy braku tego składnika w diecie